# رود مارانو
رود مارانو (به انگلیسی: Marano (river)) رود‌ای است که در ایتالیا، سن مارینو جریان دارد.